# John Ball (botaniker)
John Ball, född 20 augusti 1818 i Dublin, död 21 oktober 1889, var en irländsk politiker och naturforskare. Han var äldste son till den irländske domaren Nicholas Ball.
Ball var medlem av Royal Society samt förste president i Alpine club. Auktorsnamnet Ball kan användas för John Ball (botaniker) i samband med ett vetenskapligt namn inom botaniken; se Wikipediaartiklar som länkar till auktorsnamnet.

## Biografi
Ball studerade matematik och naturvetenskaper vid Cambridges universitet, men vände sig därefter till juridiken och invaldes 1852 i det brittiska underhuset som de liberalas kandidat. 1855–1857 var han undersekreterare för kolonierna i lord Palmerstons kabinett. I parlamentsvalen 1858 blev han av med sin plats i underhuset och avslutade sin politiska karriär för att ägna sig åt resor, framför allt i Schweiz, och åt botaniska studier.

## Författarskap
Ball utarbetade en omfattande Alpine guide i tre band (1863–1868). Han skrev även A Tour in Morocco and the Great Atlas (1879, med Joseph Dalton Hooker) och Notes of a Naturalist in South America (1887), samt på det botaniska området Spicilegium floræ maroccanæ (1878), avhandlingen Origin of the Flora of the European Alps med mera. Han har även skrivit om glaciärer och andra geologiska och fysiska ämnen.